# Athlon XP
Athlon XP var tidligere AMD's top serie af processorer, den er nu blevet afløst af Athlon 64.